# Łyżwiarstwo szybkie na Zimowej Uniwersjadzie 2023
Łyżwiarstwo szybkie na Zimowej Uniwersjadzie 2023 odbyło się w dniach 16–20 stycznia 2023 w Lake Placid.

## Zestawienie medalistów

### Kobiety
| Data             | Konkurencja                | Złoto                                                  | Srebro                                                     | Brąz                                               |
| ---------------- | -------------------------- | ------------------------------------------------------ | ---------------------------------------------------------- | -------------------------------------------------- |
| 15 stycznia 2023 | 1000 m (szczegóły)         | Kim Min-sun                                            | Iga Wojtasik                                               | Park Chae-eun                                      |
| 16 stycznia 2023 | 3000 m (szczegóły)         | Laura Hall                                             | Park Ji-woo                                                | Rose-Anne Grenier                                  |
| 17 stycznia 2023 | 1500 m (szczegóły)         | Park Ji-woo                                            | Natalia Jabrzyk                                            | Veronika Antošová                                  |
| 18 stycznia 2023 | Bieg drużynowy (szczegóły) | Polska Iga Wojtasik · Natalia Jabrzyk · Olga Kaczmarek | Korea Południowa Kang Soo-min · Kim Dong-hee · Park Ji-woo | Japonia Kokoro Morino · Maho Karai · Misaki Shinno |
| 19 stycznia 2023 | 500 m (szczegóły)          | Kim Min-sun                                            | Moe Kumagai                                                | Park Chae-eun                                      |
| 20 stycznia 2023 | Bieg masowy (szczegóły)    | Misaki Shinno                                          | Yuka Takahashi                                             | Josephine Heimerl                                  |

### Mężczyźni
| Data             | Konkurencja                | Złoto                                                  | Srebro                                                         | Brąz                                                   |
| ---------------- | -------------------------- | ------------------------------------------------------ | -------------------------------------------------------------- | ------------------------------------------------------ |
| 15 stycznia 2023 | 1000 m (szczegóły)         | Kazuya Yamada                                          | Taiyo Nonomura                                                 | David La Rue                                           |
| 16 stycznia 2023 | 5000 m (szczegóły)         | Riccardo Lorello                                       | Daniele Di Stefano                                             | Motonaga Arito                                         |
| 17 stycznia 2023 | 1500 m (szczegóły)         | Taiyo Nonomura                                         | Kazuya Yamada                                                  | Motonaga Arito                                         |
| 18 stycznia 2023 | Bieg drużynowy (szczegóły) | Japonia Motonaga Arito · Yuto Tanigaki · Kazuya Yamada | Korea Południowa Ahn Hyun-jun · Park Sang-eon · Chung Yang-hun | Kanada Joshua Telizyn · Hubert Marcotte · David La Rue |
| 19 stycznia 2023 | 500 m (szczegóły)          | Wataru Morishige                                       | Kazuya Yamada                                                  | Marek Kania                                            |
| 20 stycznia 2023 | Bieg masowy (szczegóły)    | David La Rue                                           | Daniele Di Stefano                                             | Hubert Marcotte                                        |

### Konkurencje mieszane
| Data             | Konkurencja                   | Złoto                                       | Srebro                                   | Brąz                                         |
| ---------------- | ----------------------------- | ------------------------------------------- | ---------------------------------------- | -------------------------------------------- |
| 19 stycznia 2023 | Sztafeta mieszana (szczegóły) | Korea Południowa Kim Min-sun · Ahn Hyun-jun | Japonia Yuka Takahashi · Kotaro Kasahara | Hiszpania Sara Cabrera · Alexander Rezzonico |